# Edie McClurg
Edie McClurg, född 23 juli 1951 i Kansas City, Missouri, är en amerikansk filmskådespelare.
En av hennes mest kända filmroller var som skolsekreteraren Grace i Fira med Ferris (1986).